# انگشتری با نشان عقاب تاج‌دار
انگشتری با نشان عقاب تاج‌دار (لهستانی: Pierścionek z orłem w koronie) یک فیلم درام به کارگردانی آندری وایدا است که در سال ۱۹۹۲ ساخته شد.
این فیلم بر پایهٔ یکی از آثار الکساندر شیبور-ریلسکی ساخته شده‌است و در درویچین، ورشو، مینگسک مازوویتسکی و کلیسای میلاد حضرت مریم مقدس در مینگسک مازوویتسکی فیلم‌برداری شده است.